# Jason Wu
Jason Wu (chino: 吳季剛; pinyin: Wú Jìgāng), (Taipéi, Taiwán, 27 de septiembre de 1982) es un artista y diseñador de moda, canadiense y taiwanés. 
Es conocido por diseñar varios vestidos para Michelle Obama, incluidos los que vistió durante la Primera investidura presidencial de Barack Obama y la segunda toma de posesión del presidente estadounidense Barack Obama. 

## Trayectoria
Wu nació en Taipéi, Taiwán y creció en Vancouver, Columbia Británica, desde que se trasladó a Canadá a la edad de nueve años. Estudió en Eaglebrook Escuela en Deerfield, Massachusetts y Loomis Chaffee en Windsor, Connecticut y continuó estudiando en el extranjero con SYA Francia, para formarse y conocer nuevas tendencias en moda.
Wu es un diseñador que reside en Nueva York. Nació en Taiwán, creció en Vancouver, estudió diseño de moda en Parsons The New School for Design, y se formó con Narciso Rodriguez antes de lanzar su línea propia. Aprendió cómo coser y diseñar, cosiendo para muñecas, y estudiando escultura en Tokio. A los dieciséis años Wu continuó su carrera, aprendió a crear diseños de ropa para muñecas y se estableció como trabajador autónomo. Trabajó para compañías como, Integrity Toys, en las líneas "muñecas Jason Wu" y después en la línea "Fashion Royalty". Al año siguiente, fue nombrado Director creativo de Integrity Toys.
Simultáneamente, realizó un año como sénior en el instituto de Rennes, Francia, y se graduó en el Loomis Chaffee Escuela en 2001, momento en el que decidió convertirse en diseñador de moda.  Estudió en la Nueva Escuela de Diseño Parsons, una división de The New School en Nueva York, pero no se graduó.

## Obra
Wu lanzó su línea de ropa con los ingresos de su trabajo de diseños para muñecas.  Su primera colección de Moda la realizó de 2003 a 2006. Ganó el premio Rising Star (estrella emergente) del Grupo de Moda Internacional (Fashion Group International) en 2008. Los vestidos de Jason Wu fueron fotografiados por Howard Schatz para la Compañía Brizo, en la campaña Delta Faucet de 2006. En 2008 estuvo nominado para el premio Vogue (revista) de Moda por el CFDA (Consejo de Diseñadores de Moda de América). Bruce Weber fotografió el portafolio que Wu presentó para la revista W como "Summer Camp" en julio de 2008.
Los clientes de Wu, entre otros, son personas famosas como Ivana Trump, January Jones, o Amber Valletta. Wu, también ha trabajado con Drag queen como RuPaul, para quien diseñó seis muñecas RuPaul.
Wu colaboró con Creative Nail Design para su colección de Primavera 2011 para crear un conjunto de lacas para uñas, que se sacó a la venta en mayo de 2011.
En junio de 2013, Wu fue nombrado Director de arte de la casa de moda alemana Hugo Boss AG, supervisando toda la gama de ropa para mujeres.

### Diseños para Michelle Obama
Michelle Obama es una de las clientes más famosa de Wu. André Leon Talley, editor de la revista Vogue, que ya había aconsejado a la anterior Primera Familia en su estilismo, presentó al diseñador Wu a Michelle. Obama compró cuatro vestidos de temporada de Wu a lo largo del año, llevando un de ellos para el Especial Barbara Walters poco antes de las elecciones de noviembre de 2008, lo que hizo que muchos en los medios de comunicación la considerasen su "lanzadora profesional". Llevó otro vestido, un vestido de chifón blanco de un solo hombro y largo hasta el suelo, en el baile de inauguración, en la noche de la primera investidura presidencial de Barack Obama.
En la portada de Vogue, Obama una vez más, apareció con un diseño de Wu, un vestido de seda magenta. A su llegada a Londres en abril de 2009, durante el primer viaje oficial del Presidente Barack Obama a Europa, la Primera dama llevó un traje seda, vestido diseñado por Wu; al día siguiente, llevó un abrigo de Wu durante su visita a la Reina Isabel II. El 2 de abril de 2009, Obama vistió un vestido "tradicional" diseñado por Wu, con una chaqueta de punto estampada diseñada por Junya Watanabe, durante su visita a la Royal Opera House.
La señora Obama, también llevó un vestido que diseñado por Wu, un diseño de terciopelo y chifón rojo rubí, en los Bailes de 2013, con motivo de la inauguración Presidencial.

## Vida personal
Wu es abiertamente gay, se casó con Gustavo Rangel en abril de 2016 en México.